# Phacelia cronquistiana
Phacelia cronquistiana är en strävbladig växtart som beskrevs av Stanley Larson Welsh. Phacelia cronquistiana ingår i Faceliasläktet som ingår i familjen strävbladiga växter. Inga underarter finns listade i Catalogue of Life.